# Knut Knudsen
Knut Knudsen (n. 12 octombrie 1950, Comuna Levanger, Nord-Trøndelag, Norvegia) este un ciclist norvegian, medaliat olimpic. A participat la 2 ediții ale Jocurilor Olimpice (1968, 1972) în care a câștigat o medalie de aur.